# Crary Mountains
Crary Mountains är ett berg i Antarktis. Det ligger i Västantarktis. Inget land gör anspråk på området. Toppen på Crary Mountains är 3 655 meter över havet.
Terrängen runt Crary Mountains är huvudsakligen bergig, men den allra närmaste omgivningen är kuperad. Crary Mountains är den högsta punkten i trakten. Trakten är obefolkad. Det finns inga samhällen i närheten.